# Milford (Teksas)
Milford je gradić u američkoj saveznoj državi Teksas. Prema popisu stanovništva iz 2010. u njemu je živjelo 728 stanovnika.